# Achille Tamborino
Achille Tamborino (Maglie, 25 marzo 1825 – Maglie, 4 novembre 1895) è stato un politico italiano.
Fu senatore del Regno d'Italia nella XIII legislatura.

## Biografia
Achille Tamborino ha diciannove anni quando le cronache parlano di lui, la prima volta, in occasione dell'acuirsi di una delle tante crisi di disoccupazione, carestia e miseria: nel 1844 egli, a sue spese, fa venire dall'Africa quintali di legumi da distribuire alla popolazione.
Una quartina popolare in dialetto, ne lodò la generosità:
ogni purtune sta 'nserrato e strittu.

Ringraziamu l'Achille Tamburino

ca ne nnusse le fave de l'Egittu.»
ogni porta di casa sta chiusa.

Ringraziamo Achille Tamborino

che fece arrivare le fave (legumi) dall'Egitto.»
La madre, sorella di Francesco Saverio Giannotta, giudice (dimessosi, in odore di Carboneria) e poi avvocato, amministratore a Maglie e in provincia, appartiene a un'antica famiglia magliese di medici e avvocati. Achille Tamborino sposerà Luisa Frisari, sorella dell'ultimo duca di Scorrano, Salvatore.
Nel 1848 è vicino al cugino Giuseppe (1789-1850), sindaco di Maglie, che darà ai suoi concittadini la notizia del "novello risorgimento", la concessione della Costituzione da parte di Ferdinando II. Lo zio Francesco Saverio Giannotta viene eletto deputato al Parlamento Napoletano. Nel 1878 Achille Tamborino formalizza a Roma la richiesta per Maglie "Città", titolo onorifico che sarà concesso con Decreto Règio nel 1880. Si adoperò con tenacia e passione da politico e amministratore pubblico per il Salento oltre che da ottimo imprenditore per la sua vasta proprietà agricola e immobiliare.
Nell'aprile del 1890 fu nominato Commissario per le acque potabili, del progettato acquedotto pugliese, di bonifiche, di tabacchicoltura, ma anche della ristrutturazione degli asili di mendicità.
Nel 1895 ospita a Maglie Francesco Crispi, allora Presidente del Consiglio nel suo secondo governo.  Nello stesso anno muore improvvisamente e lascia in eredità e gestione la sua azienda a Vincenzo, figlio del cugino Antonio.